# 毛叶冬青
毛叶冬青（学名：Ilex pubilimba）是冬青科冬青属的植物。分布于越南以及中国大陆的海南等地，生长于海拔400米至780米的地区，见于密林中，目前已由人工引种栽培。